# Maria Zilda Bethlem

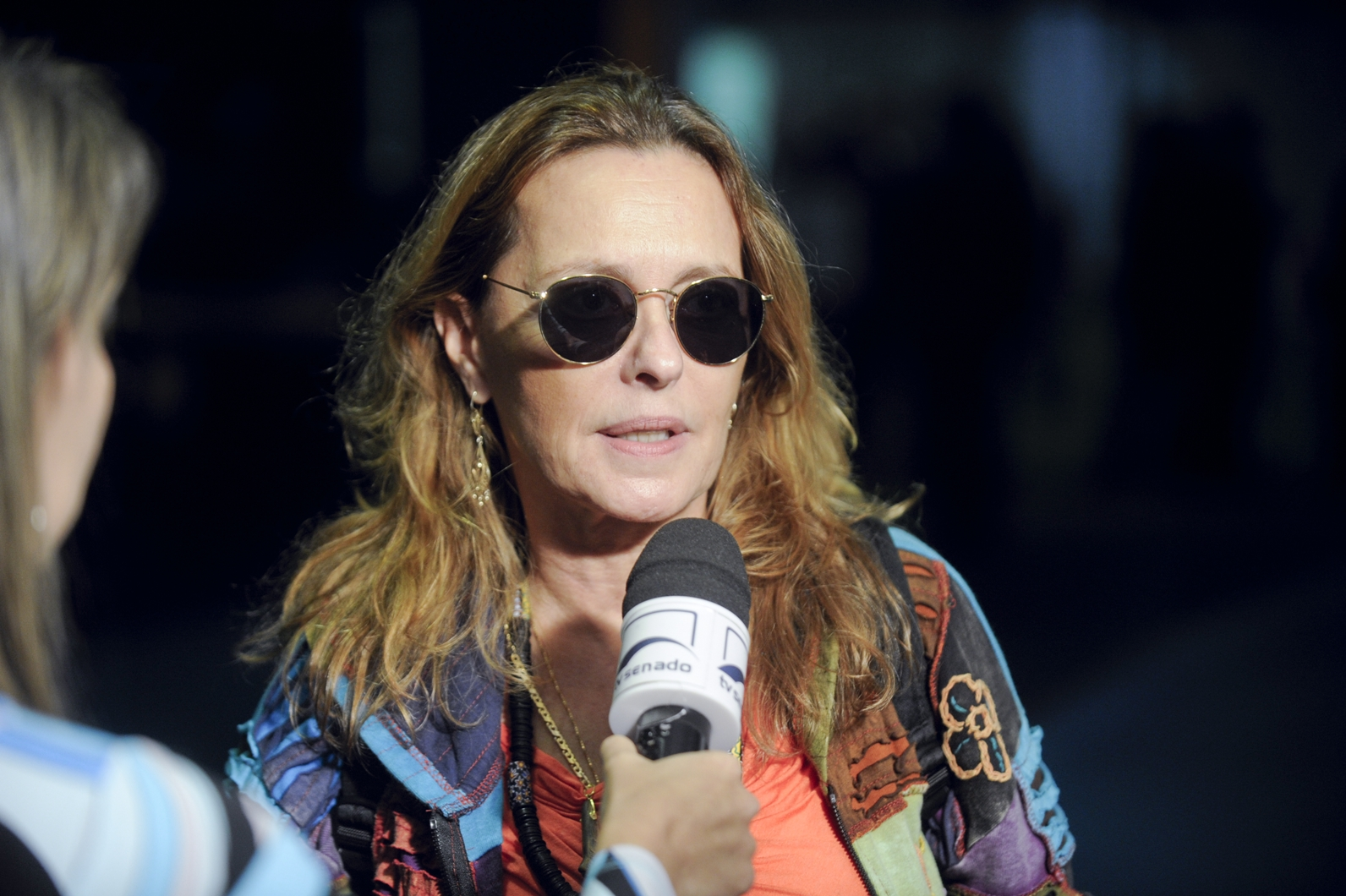
Maria Zilda Bethlem

Maria Zilda Bethlem (n. 20 octombrie 1951, Rio de Janeiro, Districtul Federal⁠(d), Brazilia) este o actriță și producător braziliană. Fiica lui Nilda Bethlem și a lui Humberto Bastos.

## Viața personală
Era căsătorită cu regizorul de televiziune Roberto Talma; are doi copii (Raphael și Rodrigo Bethlem) și o nepoată (Victoria).
În octombrie 2013, ea și-a dezvăluit public căsătoria, care a avut loc în 2008, cu arhitectul Ana Kalil. În mai 2017, el a anunțat că este separat, în timpul unui interviu cu programul TV Fama.

## Filmografie

### Televiziune
- 1974 - Fogo sobre Terra .... Maria de Fátima de Oliveira (Maria Fumaça)
- 1975 - Escalada .... Ester
- 1977 - Nina .... Mirna Camargo Aguiar (Mimi)
- 1978 - Sem Lenço, Sem Documento .... Sulamita
- 1979 - Plantão de Polícia .... Mara Duarte dos Santos (episod: "O Crime do Vidigal")
- 1980 - Água Viva .... Gilda Sarpo
- 1980 - Coração Alado .... Glória França (Glorinha)
- 1981 - Jogo da Vida .... Rosana Ramos Cruz
- 1983 - Guerra dos Sexos .... Vânia Trabucco de Morais
- 1984 - Meu Destino É Pecar .... Margarida Santa Rita Avelar (Guida) / Evangelina Santa Rita (Regina)
- 1984 - Vereda Tropical .... Verônica de Oliva Salgado
- 1986 - Selva de Pedra .... Laura Vilhena
- 1986 - Cida, a Gata Roqueira .... Anastácia Tremaine
- 1986 - Hipertensão .... Carina
- 1988 - Copilul la bord .... Ângela
- 1989 - Top Model .... Mariza Borges Magalhães
- 1990 - TV Pirata .... Diverse caractere
- 1991 - Vamp .... Telma Leite
- 1992 - Você Decide .... Lúcia Helena (episod: "Coração na Mão")
- 1992 - De Corpo e Alma .... Beatriz Lopes Jordão (Bia)
- 1993 - Olho no Olho .... Walkíria Zapata
- 1995 - Decadência .... Irene
- 1995 - Você Decide .... Judith (episod: "Veneno Ambiente")
- 1996 - Você Decide .... Gláucia (episdo: "Molambo de Gente")
- 1996 - Vira Lata .... Cassandra Moreira
- 1997 - Iubire fără limite .... Flávia Nogueira Dantas[7]
- 1998 - Sai de Baixo .... Dolores Montovani (episod: "Dolores Pra Lá, Dolores Pra Cá")
- 1998 - Malhação .... Catarina da Silva Manhães
- 1999 - Você Decide .... Érica Motta (episoade: "Transas de Família - Partes I-V")
- 2003 - Agora É que São Elas .... Ruth Castro (Rutinha)
- 2005 - A Lua Me Disse .... Zelândia Fortunato
- 2006 - Pé na Jaca .... Alma Abranches
- 2007 - Șapte păcate .... Cíntia Alves
- 2008 - Faça Sua História .... Letícia Barros (episod: "O Último Casal Feliz")
- 2008 - Faça Sua História .... Dora Maria Prado (episod: "A Estrela da TV")
- 2009 - Caras & Bocas .... Leandra Silveira Lontra (Léa)
- 2010 - Ti Ti Ti .... Gildete Malta (Madame Gigi)
- 2011 - Aquele Beijo .... Olga Ferreira Medeiros
- 2016 - Êta Mundo Bom! .... Emma Thierry Lafayette

### Film
- 1979 - A Intrusa
- 1979 - Eu Matei Lúcio Flávio
- 1980 - Parceiros da Aventura
- 1980 - O Grande Palhaço
- 1982 - O Segredo da Múmia[8]
- 1984 - Bete Balanço .... Bia
- 1984 - Espelho de Carne .... Leila Assunção
- 1987 - Rádio Pirata .... Cristina Lemos
- 1993 - Vagas para Moças de Fino Trato .... Madalena
- 1997 - O Homem Nu .... Marieta
- 2000 - Eu Não Conhecia Tururú
- 2001 - Minha Vida em Suas Mãos .... Júlia